# The Man in the Iron Mask (1977)
The Man in the Iron Mask is een Amerikaanse televisiefilm uit 1977 van Mike Newell, met Richard Chamberlain in een dubbelrol als koning Lodewijk XIV en diens tweelingbroer Philippe. Het verhaal is losjes gebaseerd op De burggraaf van Bragelonne (1847-1850) van Alexandre Dumas père, en bevat deels dezelfde plotwendingen als de film The Man in the Iron Mask uit 1939. Hij werd geproduceerd door ITC Entertainment en is opgenomen op onder andere het kasteel van Fontainebleau en het kasteel van Vaux-le-Vicomte.

## Verhaal
Louise de La Vallière bezoekt haar vader in de Parijse gevangenis de Bastille, als ze plots wordt onderbroken door de gevangene die naast haar vader gevangen zit. Ze schrikt van diens gezicht en wordt daarna door de bewakers weggehaald. De mysterieuze gevangene blijkt Philippe te zijn, de opgeborgen tweelingbroer van de Franse koning Lodewijk XIV van Frankrijk. De minister van Binnenlandse zaken Jean-Baptiste Colbert wil op slinkse wijze, met behulp van D'Artagnan, Lodewijk verwisselen met Philippe, om die laatste op de troon te zetten, omdat het land op de financiële afgrond afstevent en het volk elk moment in opstand kan komen. De minister van Financiën Nicolas Fouquet weet het plan te verijdelen door Philippe af te voeren naar Île Sainte-Marguerite en hem een ijzeren masker om te doen.
De minister van Binnenlandse zaken weet erachter te komen waar Philippe verborgen zit en stuurt D'Artagnan met een paar musketiers om hem te redden. Na zijn redding traint D'Artagnan hem voor de troonopvolging en de wisseltruc. Ondertussen heeft Louise de La Vallière steeds meer te maken met de avances van Lodewijk, maar ze kan maar moeilijk met diens verwerpelijke karakter omgaan. Dan ontmoet Louise op een geheime locatie Philippe en komt ze achter de verwisselingsplannen. Uiteindelijk lukt de verwisseling en wordt de echte Lodewijk in het ijzeren masker verborgen en verbannen naar een onbekende bestemming.

## Rolverdeling
| Acteur              | Personage                             |
| ------------------- | ------------------------------------- |
| Richard Chamberlain | Philippe / Lodewijk XIV van Frankrijk |
| Patrick McGoohan    | Nicolas Fouquet                       |
| Louis Jourdan       | D'Artagnan                            |
| Jenny Agutter       | Louise de La Vallière                 |
| Ian Holm            | Duval                                 |
| Ralph Richardson    | Jean-Baptiste Colbert                 |
| Vivien Merchant     | Maria Theresa                         |
| Brenda Bruce        | Anna van Oostenrijk                   |
| Esmond Knight       | Armand                                |

## Achtergrond
Anders dan in de versies uit 1939 en 1998, komen de drie musketiers, Athos, Aramis en Porthos, in deze versie niet voor. Op het moment dat D'Artagnan de gevangen gehouden Philippe gaat bevrijden, wordt hij wel door enkele musketiers geholpen, maar worden er geen namen genoemd. De haat-en-nijdverhouding van de ministers Colbert en Fouquet wordt treffend in beeld gebracht; in werkelijkheid hadden beide ministers eveneens een grote hekel aan elkaar. In de film bezoekt Louise de La Vallière haar vader in de Bastille; misschien wordt hier ingegaan op de mogelijkheid dat haar vader een van de gevangenen was die het ijzeren masker droeg.